# San Ciprián
San Ciprián är en ort i Spanien.   Den ligger i provinsen Provincia de Lugo och regionen Galicien, i den nordvästra delen av landet, 500 km nordväst om huvudstaden Madrid. San Ciprián ligger 10 meter över havet och antalet invånare är 2 101.
Terrängen runt San Ciprián är kuperad åt sydväst, men norrut är den platt. Havet är nära San Ciprián åt nordost. Runt San Ciprián är det tätbefolkat, med 530 invånare per kvadratkilometer. Närmaste större samhälle är Burela de Cabo, 6,0 km sydost om San Ciprián. 